# رودلف خاروسک

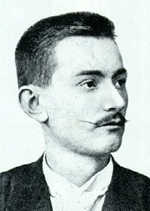

رودلف خاروسک (۱۹ سپتامبر ۱۸۷۳ پراگ - ۱۸ آوریل ۱۹۰۰ بوداپست) شطرنجباز مجارستانی-چکسلواکی‌تبار بود. او در عنفوان جوانی فوت کرد. چند سالی که شطرنج بازی کرد بازیهای بسیار ارزنده‌ای ارائه نمود. در تورنمنت ۱۸۹۶ بوداپست متشرکاً با چیگورین اول شد (۲–۳=۷+) و پیلسبوری، یانوفسکی، شلشتر و تاراش مقام‌های بعدی را به دست آوردن. در برلین ۱۸۹۷ نیز مقال اول را کسب کرد (۲–۵=۱۲+) و بالاتر از یانوفسکی، شلشتر و چیگورین ایستاد. در کلن ۱۸۹۸ مقام دوم را بعد از برن به دست آورد و اشتای نیتز، شلشتر و یانوفسکی رتبه‌های بعدی را کسب نمودند. دو سال بعد به مرض سل درگذشت.